# محمدعلی تسخیری
محمدعلی تسخیری (۲۷ مهر ۱۳۲۳ – ۲۸ مرداد ۱۳۹۹) روحانی ایرانی، از روحانیون شیعه بود. او رئیس مجمع جهانی تقریب مذاهب اسلامی و نماینده استان گیلان در دورهٔ سوم و استان تهران در پنجمین دوره مجلس خبرگان رهبری بود. تسخیری از تیر ۱۳۹۱ تا زمان درگذشتش سمت مشاور عالی رهبر ایران در امور جهان اسلام را عهده‌دار بود.

## تولد و تحصیل
محمدعلی تسخیری در ۲۷ مهر ۱۳۲۳ در نجف زاده شد. پدرش علی‌اکبر تسخیری تنکابنی از اهالی رامسر و مادرش، انسیه‌بیگم از اهالی اصفهان بود. وی در دوران کودکی، روخوانی قرآن را فراگرفت. محمدعلی سپس تحصیلات ابتدایی را در مدرسه «منتدی النشر» که با مدیریت محمدرضا مظفر اداره می‌شد به پایان رساند. او در آنجا، علاوه بر مظفر، زیر نظر استادانی چون الغبان و شیخ مطر درس خواند و سپس آموزش متوسطه را در دبیرستان شبانه «خورنق» پی گرفت.
در سال ۱۳۴۱ دوره دبیرستان را به فرجام برد. آن‌گاه وارد دانشکده فقه شد و در رشته زبان عربی و علوم اسلامی به تحصیل پرداخت. هم‌زمان فراگیری درس‌های حوزوی را نیز آغاز کرد. پس از انقلاب ۱۳۷۷ (قمری) عراق به رهبری عبدالکریم قاسم، احزاب سیاسی مانند حزب کمونیست و ملی‌گرایان فعالیت‌های خود را از سر گرفتند و پیوسته با آموزه‌های اسلامی مخالفت می‌کردند. از این رو، حزب «جماعة العلماء» برای رویارویی با این گروه‌ها به سازمان‌دهی جوانان مسلمان دست برخاست. تسخیری نیز با مطالعه نشریات حزب «جماعة العلماء»، در جریان اهداف و برنامه‌های آن حزب الدعوة قرار گرفت. فعالیت‌های انقلابی او ادامه یافت تا در سال ۱۳۴۴ به‌طور رسمی به «حزب الدعوة» پیوست که با نظارت صدر اداره می‌شد. تسخیری در آن زمان، با سرودن اشعار انقلابی به فعالیت علیه نظام حاکم بر عراق پرداخت که به دستگیری و زندانی شدنش انجامید. پس از مدتی با میانجی‌گری علمای نجف به‌ویژه سید روح‌الله خمینی از زندان رهایی یافت و سپس راهی نجف شد. او زیر نظر استادانی چون مجتبی لنکرانی و کاظم تبریزی، دوره سطح را به پایان رساند و به درس خارج فقه راه یافت. این عالم شیعی، بیشتر از ۳۰ قصیده (به زبان عربی) سروده‌است و شعرهای وی در دیوانی با عنوان «اوراق و اعماق» انتشار یافت.

## اخراج از عراق و فعالیت در ایران
تسخیری در سال ۱۳۴۹ به سبب فعالیت‌های سیاسی بر ضد نظام عراق، از این کشور اخراج شد و به ایران آمد. او فعالیت دینی و فرهنگی خود را در شهر قم و در مؤسسه دارالتبلیغ اسلامی و با انتشار مجله عربی‌زبان الهادی آغاز کرد. پس از انقلاب ۱۳۵۷ ایران در سمت معاونت بین‌الملل سازمان تبلیغات اسلامی فعالیت می‌کرد تا اینکه در سال ۱۳۶۹، مجمع جهانی اهل بیت را با همکاری افرادی مانند سید محمدباقر حکیم بنیاد گذاشت و خود به عنوان دبیرکل این مجمع برگزیده شد.
در سال ۱۳۷۴ سازمان فرهنگ و ارتباطات اسلامی را تأسیس کرد تا فعالیتهای فرهنگی خارج از کشور در یک سازمان اداره شود. وی در سال ۱۳۸۰ از سوی رهبر ایران به سمت دبیر کلی مجمع جهانی تقریب مذاهب اسلامی انتخاب شد و در تاریخ ۲۴ تیر ۱۳۹۱ از دبیری مجمع تقریب مذاهب کنار رفت و به سمت مشاور عالی سیدعلی خامنه‌ای در امور جهان اسلام گماشته شد. تسخیری همچنین در مجامع بین‌المللی و اسلامی مانند بانک توسعه اسلامی و مجمع الفقه اسلامی فعالیت داشت.

## درگذشت
تسخیری که در تاریخ ۲۴ مرداد ۱۳۹۹ به سبب عارضه قلبی در بیمارستان خاتم‌الانبیاء تهران بستری شده بود، بامداد روز ۲۸ مرداد ۱۳۹۹ در ۷۵ سالگی درگذشت.

## تالیفات

### کتاب‌ها
- اقلیت‌های مسلمان، راهکارها و مشکلات
- ایده‌های گفتگو با دیگران
- دربارهٔ وحدت و تقریب مذاهب اسلامی
- رسالت ما تقریب در اندیشه‌ها، انسجام در عمل
- در پرتو قانون اساسی

### مقاله‌ها و جستارها
برخی از مقالات او عبارتند از:
- لزوم گفتگوی پیروان ادیان ابراهیمی
- گام‌های مطلوب برای تحقق امنیت اجتماعی
- یاد خدا راه کمال (مطالعه‌ای در احادیث مربوط به یاد خدا)
- معرفی هیئت
- هویت از خطر روزمرگی تا پیامدهای افراط‌گرایی
- همسنگی در حقوق و وظایف زن در پرتو منشور حقوق بشر اسلامی
- وظایف عمومی دولت در عرصه اقتصاد
- وضعیت زن مسلمان و نقش وی در اجتماع
- وجدانیت حقوق مخالف تجاوز به مقدسات است
- نمودهای تعادل در قانون اساسی ایران
- نگاهی به مقدمه علامه ابن میثم در شرح خود بر نهج البلاغه
- نقش تمدنی امت اسلامی‌در جهان آینده
- نشانه‌های هماهنگی در بررسی قانون اساسی جمهوری اسلامی‌ایران
- زن مسلمان و چالش‌های جهانی با نگاهی به برخی عهدنامه‌های بین‌المللی
- روابط پیشوایان مذاهب در سده‌های اسلامی نخستین
- روابط پیشوایان دینی و علما با یکدیگر در ادوار گذشته با تأکید بر شهیدین
- رابطه با دیگران در چارچوب صلح، عنصر اصلی توسعه
- رابطه اسلام و غرب
- رابطه اسلام و غرب و وظیفه مسلمانان
- رابطه اسلام و غرب، تأملی در یک دیدگاه غربی
- خیزش اسلامی و رسانه‌ها
- خیزش اسلامی و تجدّدگرایی
- خیزش اسلامی: علل، نمودها و تداوم آن
- خاطرات یک زندانی از زندان قصر النهایه بغداد
- آینده رابطهٔ بین اسلام و غرب با نگاهی ویژه به کتاب آیندهٔ اسلام و غربِ شیرین هانتر
- آراء و اندیشه‌های ابوالکلام آزاد و سهم او در اشاعه معارف اسلامی در هند
- حوادث تروریستی، مسایل پیرامونی آن، و برخورد انسانی